# عرقسوس كورشنسكي
عرقسوس كورشنسكي (الاسم العلمي:Glycyrrhiza korshinskyi) هو نوع من النباتات يتبع جنس العرقسوس من الفصيلة البقولية.